# Luca Giacón
Luca Giacón (Fuengirola, 17 aprile 1988) è un ex pugile spagnolo naturalizzato italiano.
Soprannominato "Black Mamba, ha detenuto il titolo WBC Silver dei pesi superleggeri nel 2015.

## Biografia
Luca Giacón nasce il 17 aprile 1988 a Fuengirola, un comune spagnolo situato nella comunità autonoma dell'Andalusia, figlio di Franco Giacón e Florinda Vaessen. Il padre è italiano, mentre la madre è ruandese di etnia tutsi ma di nazionalità belga. I coniugi, conosciutisi in Africa, si erano trasferiti in Spagna nel 1981. Oltre a Luca, dal loro matrimonio nasce la sorella maggiore Olivia.

## Carriera professionale
Il 21 marzo 2015 affronta il belga Steve Jamoye (16–0–1; 2 KO) al Teatro Principe di Milano, con il titolo WBC Silver dei superleggeri in palio. Malgrado un inizio difficile, l'italo-spagnolo riesce a recuperare mettendo in mostra un buon numero di combinazioni. Il belga riesce comunque a mettere in mostra una buona difesa ed a competere soprattutto nei round centrali, prima di lasciare spazio alla supremazia dell'avversario nella seconda parte dell'incontro. Giacón domina nettamente Jamoye, vincendolo ai punti con verdetto unanime dopo dodici riprese: 119-109, 116-111 e 118-109.

## Stile di combattimento
Giacon si è distinto sin da giovane come uno dei pugili più promettenti del panorama boxistico italiano. Come professionista ha disputato 28 incontri, vincendone 27 e perdendone solo 1.
È un pugile che si affida primariamente alla rapidità e potenza dei suoi colpi. Dotato di una discreta levatura, a tali caratteristiche egli unisce coordinazione nei colpi, così come mobilità nelle gambe e buoni movimenti sul tronco.